# Album doppio
Un album doppio, nel campo della musica, è un album discografico che comprende due unità del mezzo principale col quale è venduto, tipicamente dischi in vinile o compact disc. Un album doppio di solito, ma non sempre, è pubblicato in tal modo perché la registrazione è più lunga della capacità del mezzo. Gli artisti che li realizzano spesso pensano ai doppi album come a un unico pezzo artistico. Tuttavia ci sono eccezioni come Some Time in New York City di John Lennon e Ummagumma dei Pink Floyd (entrambi esempi di un album in studio e un album dal vivo confezionati assieme) e Speakerboxxx/The Love Below degli OutKast (in realtà due album solisti, uno per ciascun membro del duo). Un altro esempio di questo approccio è Works Volume 1 di Emerson, Lake & Palmer, dove il lato uno comprende brani di Keith Emerson, il lato due di Greg Lake, il lato tre di Carl Palmer, e il lato quattro dell'intero gruppo.
Dall'avvento dei compact disc, gli album a volte vengono pubblicati con un disco bonus disc che comprende materiale aggiuntivo come integrazione all'album principale, con tracce dal vivo, outtake, canzoni scartate, o materiale più vecchio non ancora pubblicato. Una innovazione fu l'inclusione di DVD di materiale correlato al compact disc, come un video relativo all'album o una versione DVD-Audio delle stesse registrazioni. Alcune di questi dischi erano pubblicati anche in un formato a due facce chiamato DualDisc.
A causa delle limitazioni dei dischi in vinile, molti album pubblicati in origine in tale formato erano lunghi meno di 40 minuti.  Ciò ha portato le etichette discografiche a ri-pubblicare due di questi album in un CD, rendendolo così un album doppio.
Gli stessi principi si applicano agli album tripli, che comprendono tre unità. Confezioni con più di tre unità sono spesso confezionate come cofanetti.

## Storia

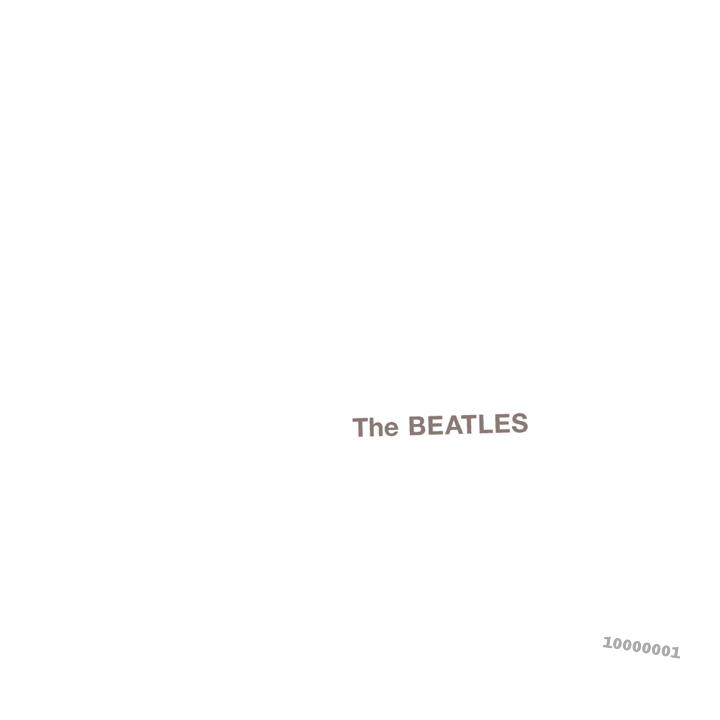
Copertina dell'album The Beatles dei The Beatles, uno degli album doppi che ha venduto di più in tutti i tempi.

Il primo album doppio fu una registrazione del Carnegie Hall Concert con Benny Goodman come attrazione principale, pubblicato nel 1950 dalla Columbia Records, l'etichetta che aveva introdotto l'LP due anni prima. Registrazioni in studio di opere sono state pubblicate come album doppi, tripli, quadrupli e quintupli dagli anni 1950.. Il primo album doppio rock è stato  Blonde on Blonde di Bob Dylan, pubblicato il 20 giugno 1966, nonostante fosse stato rimandato per un po' di mesi. appena una settimana dopo fu pubblicato Freak Out!, l'album di debutto dei Mothers of Invention, il 27 giugno 1966.